# Cleome serrulata
Cleome serrulata là một loài thực vật có hoa trong họ Màng màng. Loài này được Pursh mô tả khoa học đầu tiên năm 1813.

## Hình ảnh

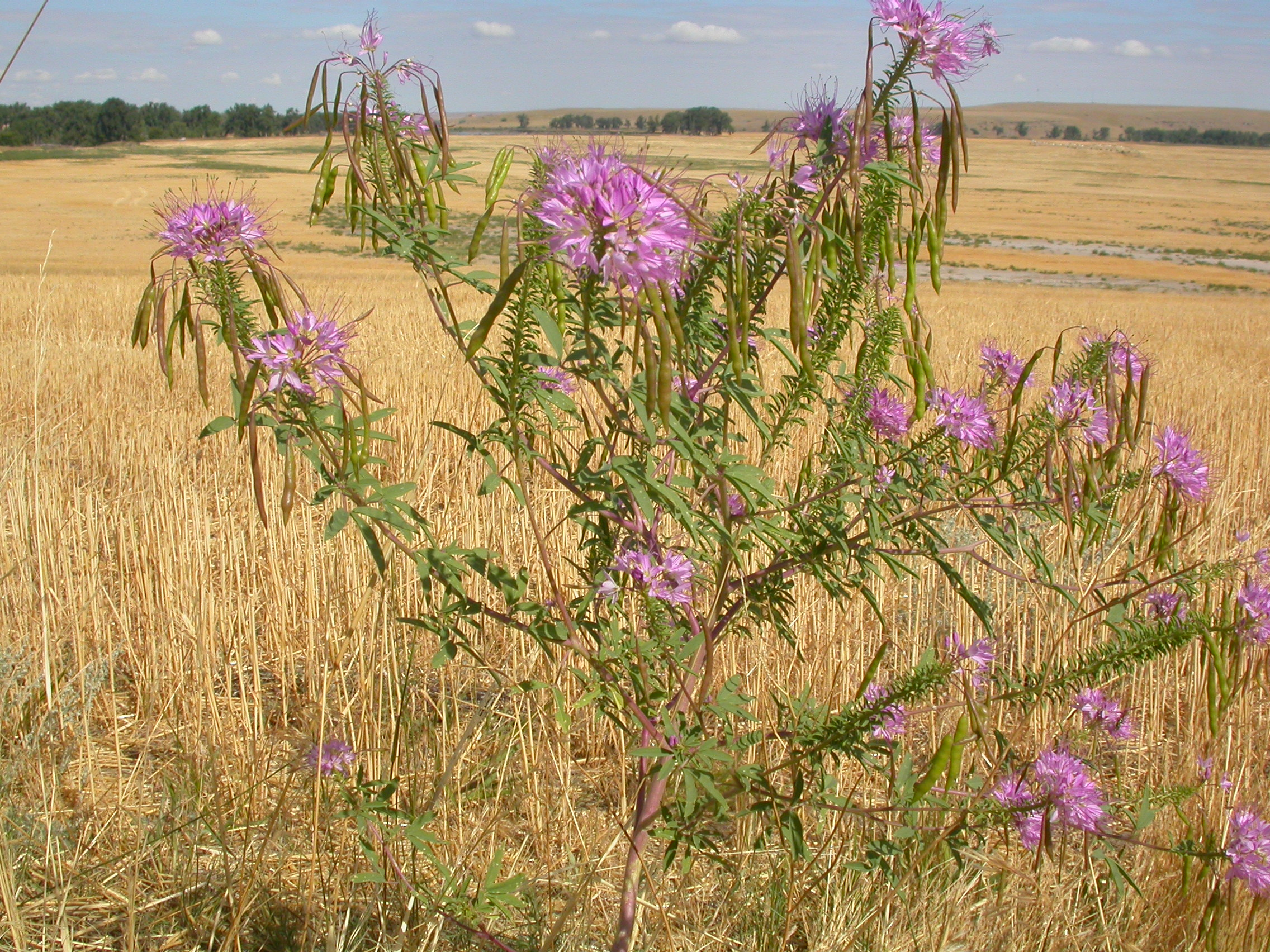
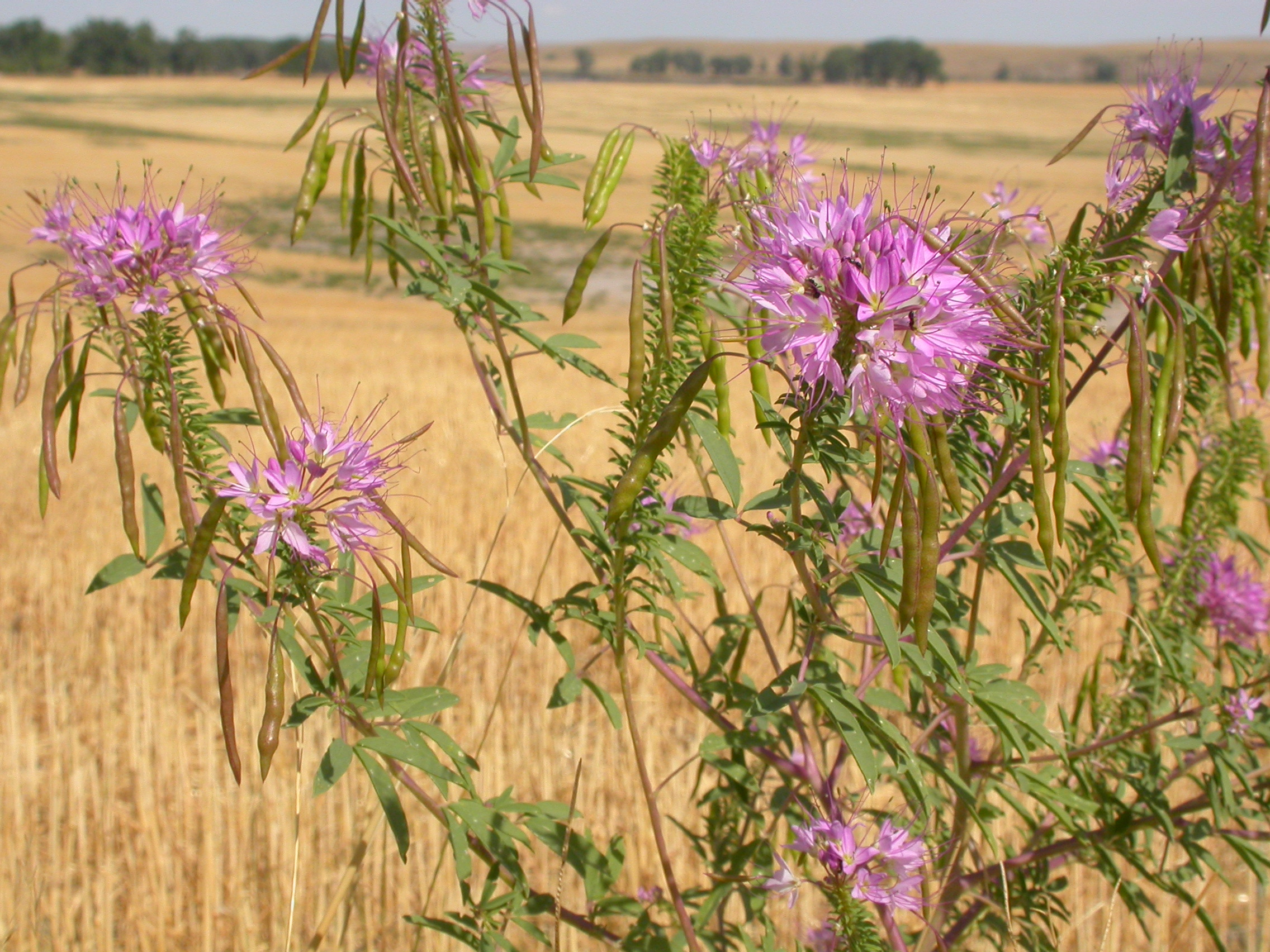
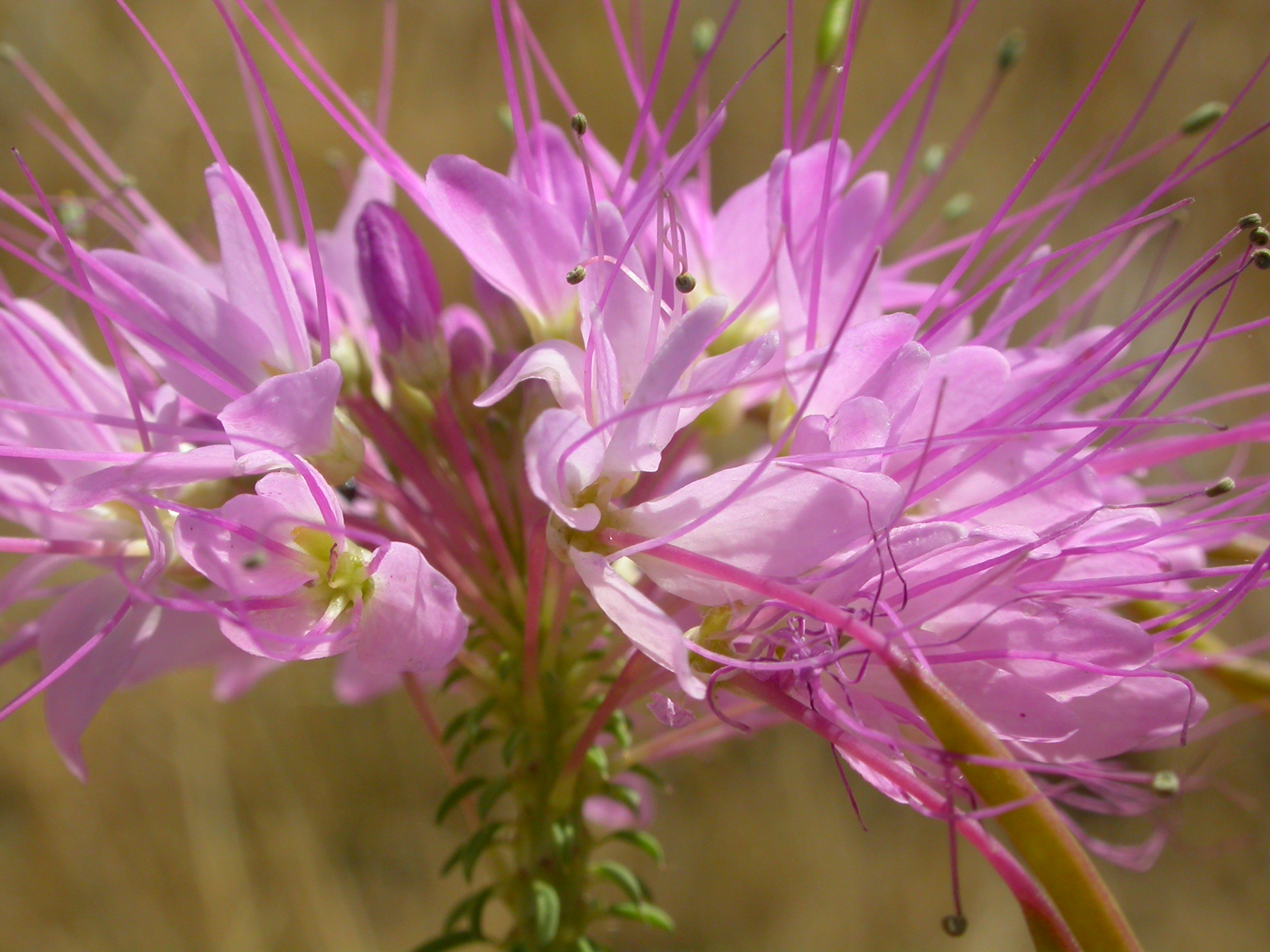
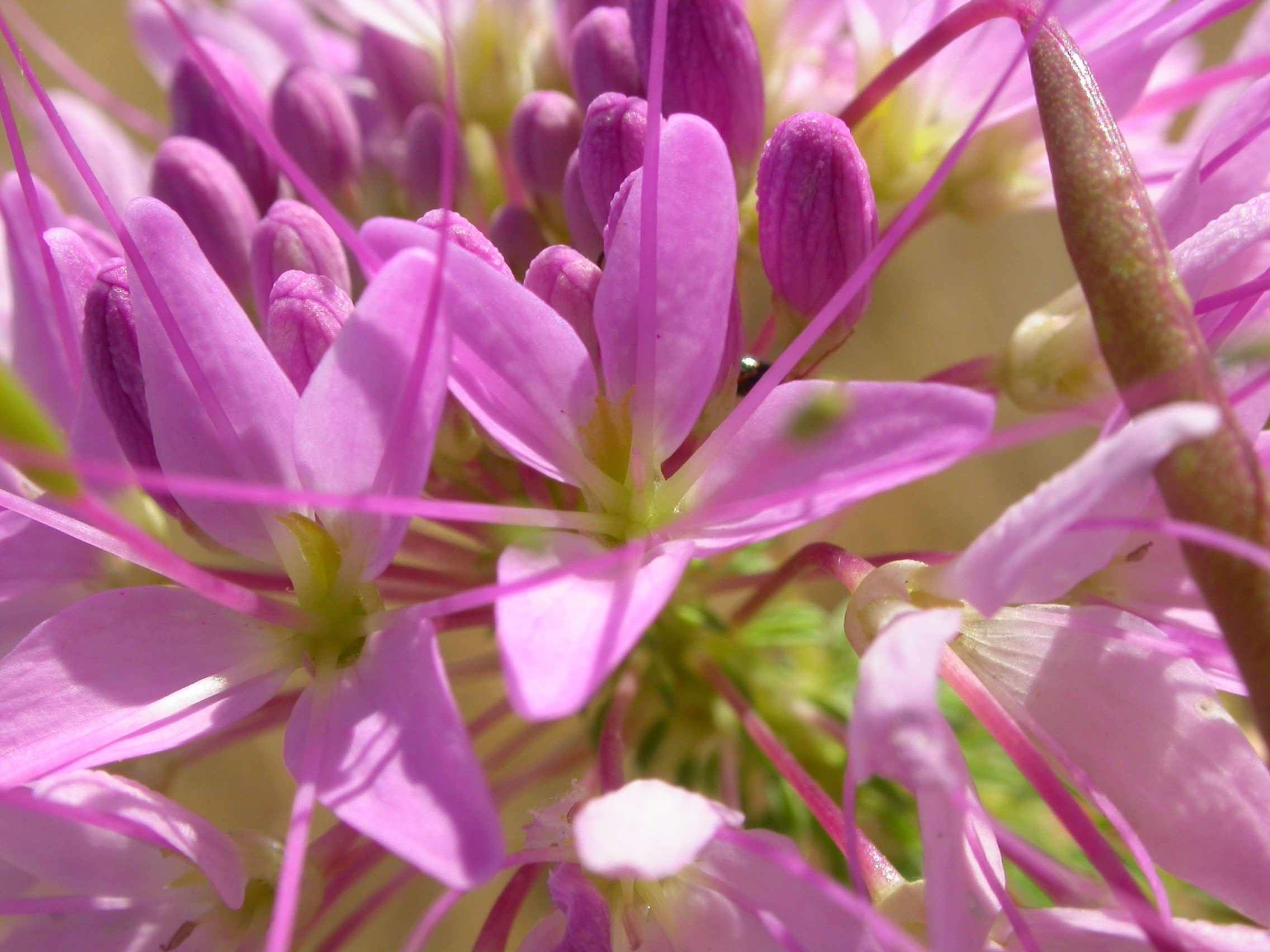